# روبين مارتينيز (كاتب)
روبين مارتينيز (بالإنجليزية: Rubén Martínez)‏ (1962، لوس أنجلوس في الولايات المتحدة)؛ صحفي، كاتب، مغني، موسيقي وروائي مكسيكي-أمريكي.